# Secours catholique
Le Secours catholique est une association à but non lucratif créée le 8 septembre 1946 et animée à l'origine par l'abbé Jean Rodhain. Le Secours catholique est attentif aux problèmes de pauvreté et d'exclusion de tous les publics et cherche à promouvoir la justice sociale.
Reconnue d'utilité publique en 1962, l'association a été déclarée grande cause nationale en 1988. Elle établit aussi des rapports pour l'information du gouvernement, en matière sociale notamment. Elle constitue la branche française du réseau Caritas Internationalis.
L'association est présidée depuis juin 2024 par Didier Duriez qui succède à Véronique Devise.

## Fondation
Un premier Secours catholique est fondé en France en 1939, juste avant le déclenchement de la Seconde Guerre mondiale, pour « promouvoir et coordonner les initiatives de la charité catholique » en faveur des réfugiés, notamment espagnols et autrichiens. Il était prévu qu'il soit présidé par le cardinal Verdier, secondé par un autre clerc, Stanislas Courbe, secrétaire général de l'Action catholique, avec comme secrétaire général le prêtre jésuite  Michel Riquet. La guerre, l'invasion allemande, l'occupation et le régime de Vichy ont entrainé l'abandon de ce Secours catholique, l'Église catholique se ralliant au Secours national, réactivé et soutenu par le maréchal Pétain. 
La Libération et la multiplication des défis sociaux voient la naissance de deux associations bientôt concurrentes. D'un côté, le Secours catholique international, qui apparait à Toulouse en septembre 1944, sous l'impulsion de l'évêque auxiliaire du diocèse, Louis de Courrèges d'Ustou et d'un autre clerc, le père Braun. Ses fondateurs et ses animateurs insistent sur la dimension internationale de l'association - son premier directeur est un Espagnol, José-Maria Trias - et sur le rôle des laïcs. L'association s'établit à Paris début 1945. André Aumonier remplace Trias comme directeur en septembre 1945.  
De l'autre côté, un clerc, le chanoine Jean Rodhain, entend donner une dimension temporelle à l’aumônerie générale des prisonniers de guerre qu'il anime depuis 1940, mettre en place grâce à ses importants réseaux des actions charitables répondant aux défis du temps, notamment l'aide à apporter aux prisonniers de guerre et aux déportés rapatriés. Il fonde le Comité international de l'aumônerie catholique fin 1944 et ensuite le Comité catholique de secours dont il est le directeur général. Les deux associations entrent dès lors en concurrence, notamment dans deux domaines : la dimension internationale (création de délégués à l'étranger et gestion de l'aide versée par des organismes étrangers) et le financement, fondé sur des quêtes. Leurs dirigeants cherchent l'appui des évêques français, du pape et du Vatican. 
En mars 1946, l'assemblée des cardinaux et archevêques de France décide la fusion des deux organisations rivales et impose ensuite un président, François Charles-Roux, issu du conseil du Secours catholique international, un vice-président, Louis de Courrèges d'Ustou, et un secrétaire général, Rodhain. Deux clercs et un laïc se partagent donc la direction. La fusion est difficilement acceptée par certains dirigeants des deux associations. Ceux du Secours catholique international, notamment le père Braun et André Aumonier, tiennent à la dimension internationale de l'appellation de l'organisme à créer, qu'ils acceptent d'abandonner, et à la place des laïcs qui doivent prendre en charge selon eux l'organisation de la nouvelle association, sous la direction uniquement spirituelle de clercs. L'épiscopat tient à ce que le secrétaire général soit un ecclésiastique, qui serait son représentant officiel. Les statuts du Secours catholique sont signés en juillet 1946. L'article 13 indique que le secrétaire général est « un prêtre mandaté à cet effet par les cardinaux et archevêques de France » et sera Jean Rodhain. L'article 14 indique toutefois qu'il reçoit ses pouvoirs du conseil d'administration dans lequel siègent des laïcs. La nouvelle association est donc gérée à la fois par des clercs et des laïcs,. 
La fusion est annoncée par La Croix à partir de la fin août 1946 à l'occasion du pèlerinage à Lourdes des prisonniers et déportés. Le quotidien catholique annonce en novembre l'appui donné par le pape, avec une lettre de son plus proche collaborateur, Giovanni Battista Montini, qui souligne l'intérêt de la fusion.

## Organisation et missions
Le Secours catholique est un service de l'Église catholique en France. Fidèle aux orientations initiales définies par Jean Rodhain, le Secours catholique prend son appui dans la doctrine sociale de l'Église pour venir en aide aux plus démunis « sans distinction de race, de religion ou de nationalité », dans le respect de la charité chrétienne.
Le Secours catholique apporte une aide de proximité grâce à ses délégations diocésaines. L'association est aussi membre du réseau Caritas Internationalis (163 membres répartis en 7 zones géographiques : Amérique latine et Caraïbes, Amérique du Nord, Europe, Afrique, Moyen-Orient et Nord de l'Afrique, Asie et Océanie) et apporte sa contribution dans des situations d'urgence humanitaire, de crise politique ou sociale, de pauvreté ou de sous-développement. Ces actions sont menées avec les associations Caritas locales.
Depuis 1948, le Secours catholique a développé l'accueil familial de vacances pour permettre aux enfants dont les familles sont touchées par la pauvreté et les restrictions, de « se refaire une santé ».
L'association compte aujourd'hui[Quand ?] 79 délégations diocésaines, 3500 équipes locales, et 66 000 bénévoles et trois antennes la Cité Saint-Pierre à Lourdes, la Maison d'Abraham à Jérusalem et le CEDRE spécialisé dans l'aide aux demandeurs d'asile. Elle est également partenaire d'associations qu'elle a fondées telles que l'Association des cités du secours catholique.
Comme les Restos du cœur créés par Coluche, le Secours catholique propose des repas. Cependant, ils ne sont distribués qu'en guise de secours.
Pour promouvoir son action auprès du public et lui permettre de faire appel au don en confiance, l’association adhère au Comité de la Charte.
Le Secours catholique a créé, le 30 avril 2009, la Fondation Caritas France, reconnue d'utilité publique le 16 juin 2009. C’est une fondation abritante dont l’objet social est de lutter contre la pauvreté et l’exclusion en France et dans le monde, sans distinction de religion ou de race.
En 2018, l’association vient en aide à 1,347 million de personnes, dont 631 000 enfants : selon l’association« Le revenu moyen de notre public est de 535 euros [par unité de consommation], en baisse de 15 euros, en euros constants, par rapport à 2017 », souligne l'association. Ainsi, 65 % des personnes accueillies par le Secours catholique vivent même dans l’extrême pauvreté (soit 1,3 point de plus qu’en 2017).
En 2021, le Secours catholique a accueilli 938 000 personnes en France. Les mères isolées représentent un quart des ménages accueillis, les hommes seuls, souvent au chômage ou inactifs, 22,4 %. En hausse depuis dix ans, la part des personnes de nationalité étrangère s'est, selon l’association, établie à 50 % des personnes accueillies.

## Associations sœurs
Le Secours catholique a longtemps pensé son développement dans le cadre de micro projets via le soutien à des projets locaux originaux de lutte contre l'exclusion et la précarité. Ainsi, de nombreux établissements du secteur social sont-ils des émanations du Secours catholique.
Le Secours catholique a également créé des structures ad hoc pour des problématiques spécifiques avec :
- Le centre d’entraide pour les demandeurs d'asile et les réfugiés (CEDRE) qui accueille près de 3 000 demandeurs d’asile chaque année. Fondée en 1989 pour aider les boat-people, cette structure continue à s’occuper de tous les demandeurs d’asile d’Île-de-France.
- L'Association des cités du secours catholique qui assure l’accueil, l’hébergement, l’accompagnement et l’insertion de personnes en situation d’exclusion ou de handicap.
- Le réseau Tissons la solidarité qui embauche plus de 1 000 personnes autour d'une activité basée sur le tissu. 10 000 tonnes de vêtements sont annuellement collectées, triés et reprisés dans les ateliers. Celles-ci alimentent ensuite les vestiaires et les boutiques solidaires du Secours Catholique, avec don ou revente à bas prix des vêtements de seconde main.
- Une agence immobilière sociale dont la création est annoncée fin 2017 par la présidente Véronique Fayet[14].

Le Secours catholique a également participé au lancement du mouvement Tournons La Page qu'il a incubé depuis son lancement jusqu'à son autonomisation. Bien qu'aujourd'hui indépendant, Tournons La Page garde des liens forts avec le Secours catholique.

## Dirigeants

### Présidents
- 1946 : François Charles-Roux
- 1961 : Jacques de Bourbon Busset
- 1971 : Mgr Jean Rodhain
- 1977 : Robert Prigent
- 1983 : André Aumonier
- 1992 : Pierre Boisard
- 1995 : Michel Benoist
- 1997 : Jean-Jacques Burgard (par intérim)
- 1998 : Joël Thoraval
- 2004 : Jean-Pierre Richer
- 2007 : Michel Saillard (par interim)
- 2008 : François Soulage
- 2014 : Véronique Fayet
- 2021 : Véronique Devise
- 2024 : Didier Duriez

### Secrétaires généraux
- 1946 : Mgr Jean Rodhain
- 1972 : Gilbert Cesbron
- 1974 : Louis Gaben
- 1985 : Michel Fauqueux
- 1991 : Denis Viénot
- 1999 : Jean Celier
- 2002 : Pierre Levené
- 2011 : Bernard Thibaud
- 2019 : Vincent Destival
- 2022 : Adélaïde Bertrand

### Aumôniers généraux
- 1946 : Mgr Raymond Izard
- 1981 : Père Pierre Molin
- 1987 : Père Marie Paul Mascarello, o.f.m.
- 1993 : Père Jean Dumort, s.j.
- 1996 : Père Jean-Marie Hubert
- 2002 : Père Bernard Bidault
- 2006 : Pêre Jo Rival
- 2012 : Père Dominique Fontaine
- 2018 : Père Hervé Perrot
- 2024 : Père François Odinet